# Serranía de Majé
La serranía de Majé es un sistema montañoso localizado al oeste de Panamá y se extiende sobre la provincia de Panamá hasta la zona que colinda con la provincia del Darién. Se ubica a 100 km al occidente de la Ciudad de Panamá.
Esta cordillera se encuentra muy cerca del océano Pacífico y no posee grandes elevaciones.